# 聖公會馬鞍山主風小學
聖公會馬鞍山主風小學（英語：S.K.H. Ma On Shan Holy Spirit Primary School）位於香港新界馬鞍山寧泰路35號，創立於2000年。現任校長是劉凱芝女士。

## 歷史
聖公會馬鞍山主風小學於2000年創立，由於當時香港政府推動把半日制學校轉制成為全日制學校，主風小學獲政府批准，把原來的上、下兩班分拆成兩所學校，並使用位於馬鞍山預留給興建新校的地方。由於新校的前身是聖公會主風小學上午校，加上學校由沙田瀝源邨遷往馬鞍山，所以新校亦順理成章地命名為聖公會馬鞍山主風小學；而原校聖公會主風小學下午校亦轉制成為全日制，繼續稱為聖公會主風小學，在瀝源邨的原校舍營運。馬鞍山校舍為一所千禧校舍，位於吐露港畔，面向香港中文大學，佔地10700平方米。

## 校舍
學校位於新界沙田馬鞍山寧泰路35號，是千禧校舍，校舍樓高七層，有標準課室30間、禮堂一個、操場3個（含1個有蓋操場）、圖書館一個、特別室8間及園圃1個。學校禮堂可容納多於800人聚會，一樓有多用途活動空間，以供學生上課及活動之用。8間特別室分別是小聖堂1個、音樂室1個、英語室1個、視藝室1個、活動室1個、常識室1個、電腦室1個及創意活動室1個。
現時所有課室都安裝有實物投映機，部分教室裝有電子黑板，並與課室內的個人電腦連接。

## 事件
2025年3月4日，警方接獲聖公會馬鞍山主風小學職員報案，指一名男生懷疑由高處墮下。該名學生昏迷不醒，由救護車送往沙田威爾斯親王醫院搶救，但至1時15分不治。死者11歲，為六年級學生。聖公會馬鞍山主風小學其後發出新聞稿表示，該校一名六年級學生墮樓身亡，全校師生都極為難過和悲痛。

## 外部連結
- 學校網址 （页面存档备份，存于）
- 補充資料 （页面存档备份，存于）

22°24′25″N 114°13′14″E / 22.40707°N 114.22059°E
1. ↑  香港01. . 2025年3月4日.